# Skjenkekjelen
Skjenkekjelen, i folkmun kallad "Vørtekakan", är en norsk panna för att koka vatten och kaffe, vilket tillverkades av alumimniumföretaget Il-O-Van i Moss i Norge.
Skjenkekjelen formgavs av Thorbjørn Rygh 1951 för Il-O-Van och blev detta hushållsvaruproducerande företags stora försäljningsgframgång. Kokkärlet tillverkades i 800.000 exemplar mellan 1951 och 1976.
Pannan tillverkades oftast i eloxerad aluminium och finns med något varierande utseende. Skänkeln hade till en början ett isolerat handtag av slät bakelit. Senare ändrades utseende till ett handtag med grepp för fingrarna. Pannans volym är 1,1, 1,6 och 2,5 liter.
Från omkring 1960 tillverkade Il-O-Van också ett set 1,5 deciliters socker- och gräddskålar med tillhörande fat i samma stil och samma material som ett komplement till kaffepannan. Den ritades också av Thorbjørn Rygh.  